# Зубарев, Евгений Александрович
Евгений Александрович Зубарев (род. 14 декабря 1960 г., село Верх-Ануйское, Быстроистокский район, Алтайский край, РСФСР) – российский военачальник, генерал-полковник (22 февраля 2017).

## Биография
В Вооружённых Силах с 1978 года, член КПСС. В 1982 году с отличием окончил Новосибирское высшее военное командное училище МВД СССР, в 1991 году — Военную академию имени М. В. Фрунзе, в 2005 году — Военную академию Генерального штаба Вооружённых Сил Российской Федерации.
С 1978 года проходил службу во внутренних войсках МВД СССР и МВД России на различных должностях от командира взвода. 
С мая 2000 года командовал 46-й отдельной бригадой оперативного назначения Внутренних войск МВД России, расквартированной в Чеченской республике. Сформировал эту бригаду и был её первым командиром. Активно участвовал в боевых действиях второй чеченской войны.
В 2010 году был командующим Объединенной группировкой войск (сил) по проведению контртеррористической операции на территории Северо-Кавказского региона Российской Федерации. 
В 2011 году служил, заместителем командующего войсками Северо-Кавказского регионального командования внутренних войск — командующего объединенной группировки войск и сил. Затем, занимал должность первого заместителя командующего Северо-Кавказского регионального командования внутренних войск. Генерал-майор (декабрь 2001). Воинское звание «генерал-лейтенант» присвоено Указом Президента Российской Федерации от 22 февраля 2009 года.
С 14 сентября 2011 года — командующий войсками Приволжского регионального командования внутренних войск МВД России. С 30 сентября 2015 года — командующий войсками Северо-Кавказского регионального командования внутренних войск МВД России.
После переформирования внутренних войск в Войска национальной гвардии Российской Федерации был переведён туда и 13 октября 2016 года назначен командующим Северо-Кавказским округом войск национальной гвардии.

## Награды
- орден «За военные заслуги»
- орден Почёта
- медали